# ケプラー7
ケプラー7 (英: Kepler-7) は、こと座の方角の、NASAが太陽系外惑星探査を行う宇宙望遠鏡ケプラーの観測領域内に位置する恒星である。ケプラーによる発見が最初に公表された5つの系外惑星の内の1つの母星であり、太陽よりも大きく、金属量は太陽より少し多い。2010年1月4日、ケプラー7の周囲を公転する太陽系外惑星の存在は、アメリカ天文学会の会合で公表された。

## 命名と経緯
ケプラー7は、NASAが主導するトランジット法による地球型惑星の探査計画である、ケプラー計画によって発見された7番目の系外惑星系の母星であることから命名された。ケプラー7の周りを公転する惑星は、ケプラーによって発見された4番目の惑星である。ケプラーが最初に検出した3つの惑星は、既に発見済みの惑星（TrES-2・HAT-P-7b・HAT-P-11b）で、ケプラーの観測精度を確認するための観測だった。ケプラー7bの発見は、2010年1月4日にワシントンD.C.で開催されたアメリカ天文学会 第215回会合において、ケプラー4b、ケプラー5b、ケプラー6b、ケプラー8bと共に公表された。
ケプラー7bの発見は、アメリカはハワイ州のケック第1望遠鏡、テキサス州のホビー・エバリー望遠鏡、ハーラン・J・スミス望遠鏡、カリフォルニア州のヘール望遠鏡、C・ドナルド・シェーン望遠鏡、アリゾナ州のフレッド・ローレンス・ウィップル天文台、WIYN望遠鏡、MMT・ティリングハスト望遠鏡、そしてカナリア諸島の北欧光学望遠鏡の追観測によって確定した。

## 特徴
| 太陽 | ケプラー7 |
| ---- | --------- |
| 太陽 | Exoplanet |

ケプラー7の視等級は13で、地球から見るととても暗く、肉眼では見ることができない。太陽系からの距離は、およそ3,000光年と見積もられている。
ケプラー7は太陽に似た恒星だが、質量は太陽の1.347倍と太陽より35%程度大きく、半径は太陽の1.843倍と太陽より84%程度大きい。年齢はおよそ35億年と見積もられ、約46億年の太陽より若い。金属量は、基準となる鉄と水素の存在比で 0.11 dex であり、太陽と比べ3割程多いと推定される。系外惑星を持つ恒星の多くは金属量が多く、ケプラー7もそれと同じ傾向にある。表面温度は 5,933 K で、太陽の 5,777 K と比べてやや高温である。

## 惑星系

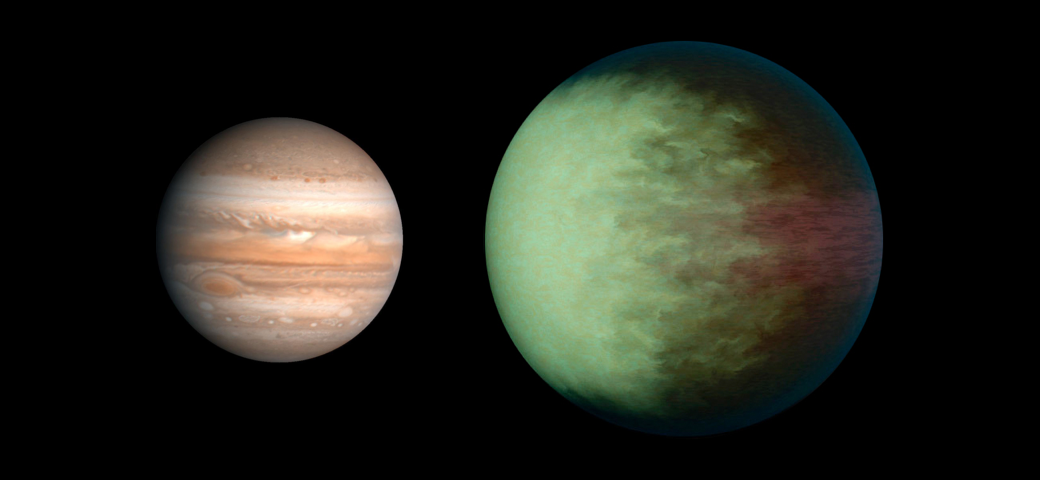
ケプラー7bと木星の大きさ比較。

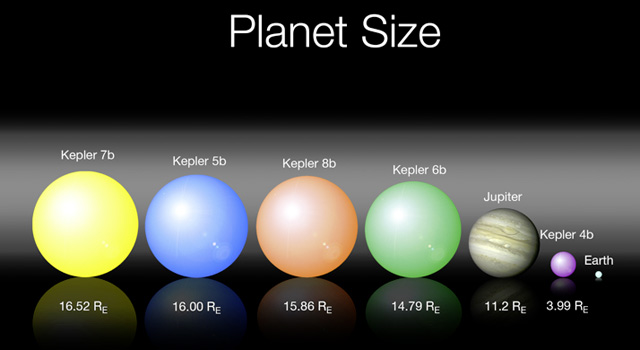
ケプラーの最初の発見である5つの系外惑星の大きさを比較した図。ケプラー7b（黄色）はその中で最大である。

ケプラー7bは、ケプラー7の周囲で発見されている唯一の惑星である。質量は、木星の0.441倍、半径は木星の1.622倍と推定されており、体積は木星の4倍以上であるが、木星の44%の質量しかないことになる。密度は0.14 g/cm3で、水の1/7しかなく、発泡スチロール並みである。母星からの距離は 0.06067 au で、公転周期は4.885日である。水星の太陽からの距離は 0.3871 au、公転周期は87.97日であるのに比べると、ケプラー7bはずっと母星に近く、公転周期も短い。軌道の推定において、離心率は0、つまり円軌道であることが仮定されている。
| 名称 （恒星に近い順） | 質量     | 軌道長半径 （天文単位） | 公転周期 (日) | 軌道離心率 | 軌道傾斜角 | 半径     |
| --------------------- | -------- | ----------------------- | ------------- | ---------- | ---------- | -------- |
| b                     | 0.441 MJ | 0.06067                 | 4.8854892     | 0          | 85.161°    | 1.622 RJ |